# Peter Hobday (cầu thủ bóng đá)
Peter Hobday (sinh ngày 9 tháng 4 năm 1961) là một cựu cầu thủ bóng đá người Anh, hoạt động chủ yếu ở Đức, từng thi đấu ở vị trí tiền vệ.

## Sự nghiệp
Sinh ra ở London, Hobday thi đấu ở Anh cho Gillingham, và ở Đức cho TuS Schloß Neuhaus, Stuttgarter Kickers, Hannover 96, Eintracht Frankfurt, TuS Paderborn-Neuhaus, Arminia Bielefeld, Rot-Weiss Essen và LR Ahlen.